# Burg Giebichenstein
Die Burg Giebichenstein ist eine Burg auf etwa 87 m über NHN in Ortslage des Stadtteils Giebichenstein der Stadt Halle in Sachsen-Anhalt. Sie ist Bestandteil der Straße der Romanik. Auf ihrem Gelände befindet sich ein Teil des Kunstcampus der Burg Giebichenstein Kunsthochschule Halle.

## Alte Burg
Das Gebiet um den Giebichenstein war Königsland. Im Jahr 961 schenkte König Otto I. den Gau Neletici mit seinem Hauptort an das Moritzkloster in Magdeburg, wobei Giebichenstein erstmals erwähnt wird: Netelici in qua est civitas quae Givicansten nuncupatur („Netelici, worin der Givicansten genannte Burgward liegt“). Eine andere Ausfertigung der Urkunde nennt urbem Giviconsten cum salsugine („die Stadt Giviconsten mit einer Saline“), wobei mit Stadt nur eine größere Siedlung bzw. der Burgwardhauptort gemeint war. Außerdem wurden die salzhaltigen und süßen Gewässer sowie deutsche und slawische Bewohner dem Kloster übereignet, aus dem 968 das Erzbistum Magdeburg hervorging. In dieser Urkunde ist von zwei verschiedenen Gauen Netelici die Rede. Der eine mit dem Giebichenstein zieht sich östlich der Saale bis Radewell an die Elster, der andere besteht nur aus dem Umland von Wurzen. Beide waren das Siedlungsgebiet des sorbischen Stammes der Neletici. Im Burgward Giebichenstein lebten, wie die Schenkungsurkunde besagt, neben slawischen auch deutsche Bewohner. Die Wichtigkeit der an Salzquellen und einer Handelsstraße gelegenen Siedlung zeigt die Tatsache, dass Otto I. in Giebichenstein Urkunden ausstellte.
Die erste Burganlage in Giebichenstein bestand im 10. Jahrhundert an anderer Stelle in der Nähe. Es wird vermutet, dass sie die Gestalt einer mit Palisaden verstärkten Wall-Grabenanlage ähnlich der bei Wengelsdorf über Luftbilder entdeckten Suuemeburg (10. Jh.) hatte. Der genaue Standort der Vorgängerburg ist nicht sicher geklärt, es gilt aber als wahrscheinlich, dass sie sich auf der Bergkuppe östlich der heutigen Befestigung auf dem als Alte Burg oder Amtsgarten bezeichneten Gelände befand. Eine Erwähnung von castrum Givekenstein und die Nennung einer Burgkapelle im Jahr 1116 beziehen sich wohl auf diese Vorgängeranlage. Die seit Schultze-Galléra für die Alte Burg angenommene Vorbesiedlung (germanische Volksburg und fränkisches Kastell) konnte auf Basis neuer Befunde widerlegt werden. Archäologische Untersuchungen im Jahr 1999, bei denen das Gelände bis auf die ältesten Siedlungsschichten ergraben wurde, brachten nur intensive Siedlungsspuren der späten Bronzezeit und frühen Eisenzeit zutage, wogegen sich für eine Besiedlung oder Begehung des Giebichensteins in der römischen Kaiserzeit und der Völkerwanderungszeit keinerlei Hinweise fanden. Die meist nur aufgrund der exponierten Lage oder auf Basis der Ortsnamenkunde vielfach postulierte Nutzung des Giebichensteins als germanische oder slawische Kultstätte konnte auch durch diese Untersuchung nicht belegt werden. Die heutige obere Burg Giebichenstein wurde erst im 12. und 13. Jahrhundert errichtet.
Für das junge Erzbistum Magdeburg hatte die Burg eine besondere Bedeutung, die sich heute nicht mehr zweifelsfrei erschließen lässt. So war sie Sterbe- bzw. Aufbahrungsort von drei Bischöfen, Bischof Adalberts 981, Bischof Taginos 1012 und im selben Jahr Bischof Walthards. Darüber hinaus diente der Giebichenstein dem König und späteren Kaiser Heinrich II. als Staatsgefängnis für Mitglieder des Hochadels. Unter den Inhaftierten befanden sich so bedeutende Personen wie Heinrich von Schweinfurt 1004, Ezelin von Este 1014–1018, Ernst von Schwaben 1027–1029 und Gottfried von Lothringen. Der Sage nach war auch der thüringische Landgraf Ludwig der Springer, Stammvater der Ludowinger, auf dem Giebichenstein inhaftiert, historische Belege dafür sind jedoch nicht vorhanden.

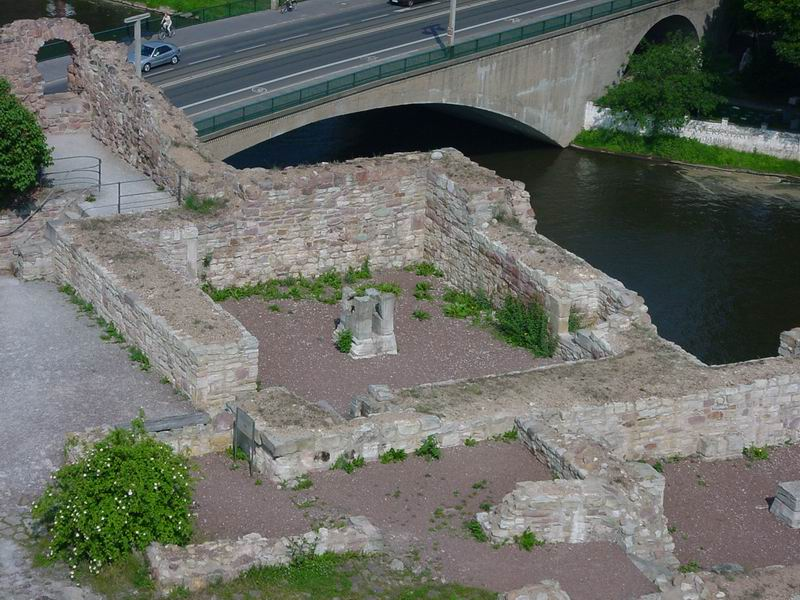
Grundmauern des mittelalterlichen Wohnturms in der Oberburg

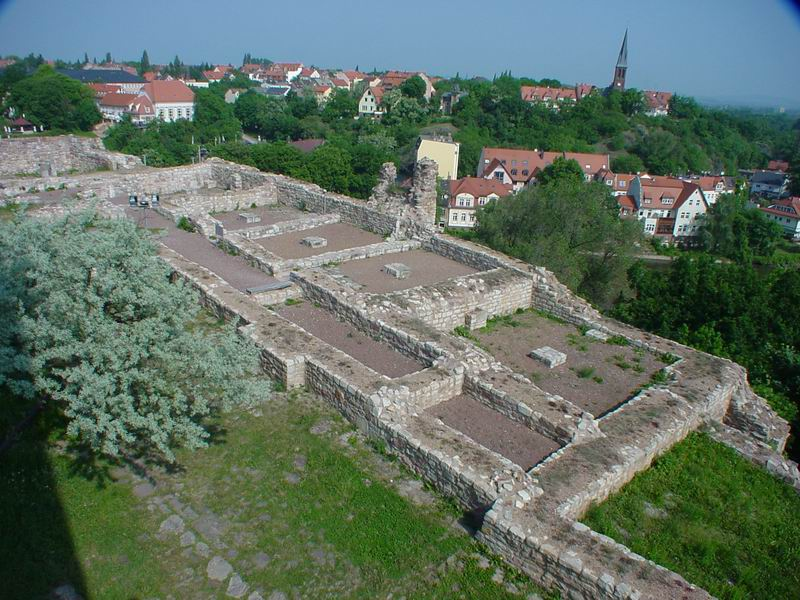
Freigelegte Fundamente des mittelalterlichen Palas

Die Bedeutung der Burg wird auch durch die Anwesenheit von Heinrich IV. 1064 auf der Burg unterstrichen. Friedrich I. Barbarossa berief 1157 die Fürstenversammlung auf die Burg ein.

## Oberburg

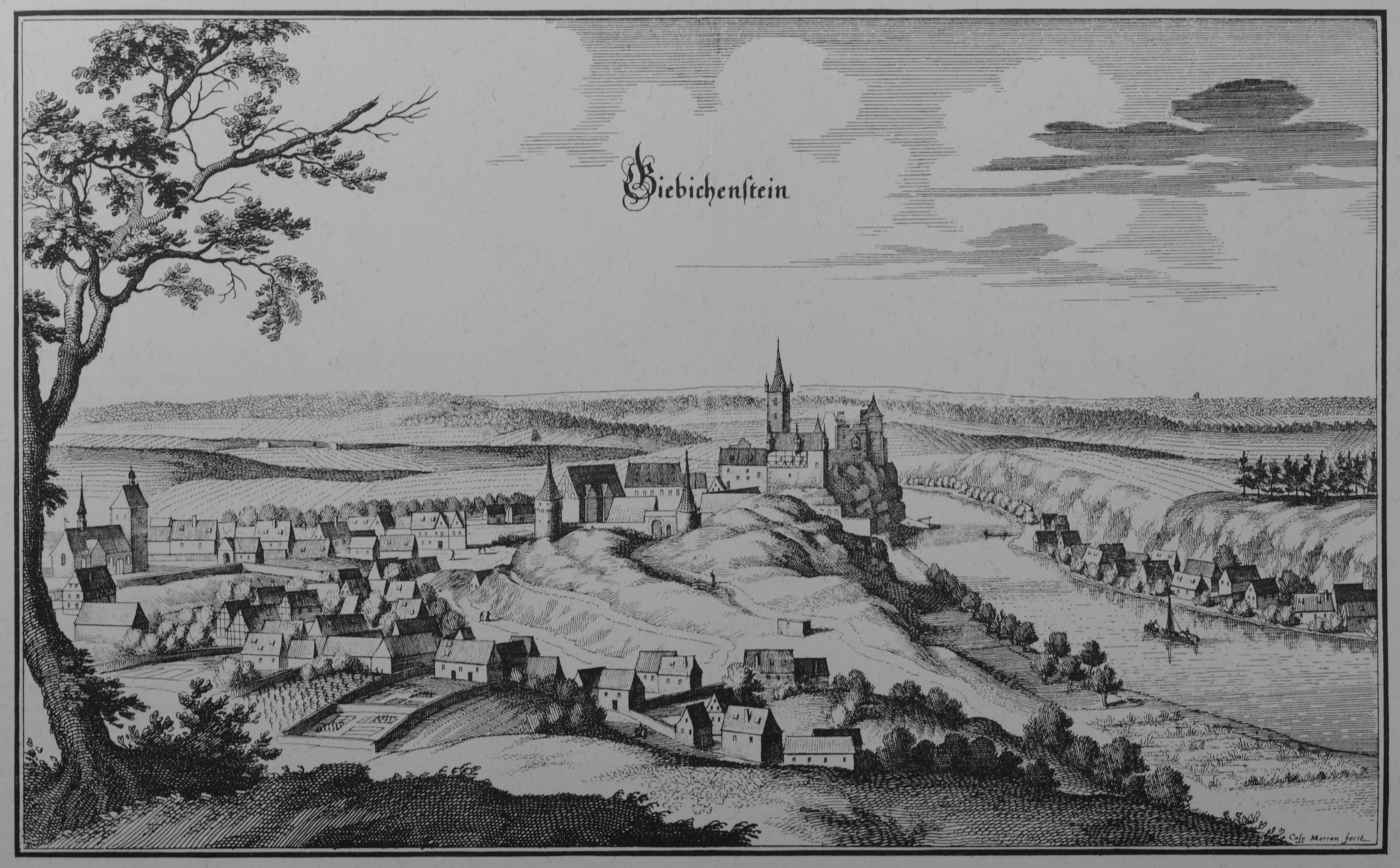
Burg Giebichenstein, Kupferstich von Matthäus Merian (um 1650)

Die entscheidende Umgestaltung der Herrschaft Giebichenstein vom Burgward zum landesherrlichen Territorium des Erzbistums Magdeburg erfolgte unter Erzbischof Wichmann (1152–1192). Wichmann urkundete seit 1154 mehrfach auf Giebichenstein. In diese Zeit datieren auch die ältesten ergrabenen Mauerreste auf der Oberburg. Auf dem vorher unbebauten Burgfelsen entstanden baueinheitlich Torturm, Ringmauer und Südturm. Neben dem engen Eingang durch den massiven romanischen Torturm existierte an der Ostseite offenbar ein zweiter Eingang. An der Südseite befand sich ein weiterer Turm. Für die Ringmauer wurde eine Höhe von mindestens 4,50 Metern ermittelt. Ansichten aus dem 16./17. Jahrhundert zeigen zwei übereinander gelegene Wehrgänge, die aber spätere Ergänzungen sein dürften. Ebenfalls in der zweiten Hälfte des 12. Jahrhunderts erbaute man an die Ringmauer angelehnt an der Nordseite einen Wohnturm und den Palas.
Der spätromanische Wohnturm, eventuell als Kemenate zu bezeichnen, hatte annähernd eine Grundfläche von elf Metern im Quadrat. Er war mit hohem Komfort ausgestattet und hatte eine im Mauerwerk eingebaute Treppe und Kamine. Bei der Ausgrabung fand man einen hohlen Pfeiler mit Vierpassöffnungen, dessen Funktion ungeklärt ist. Er zeugt aber neben anderem Bauschmuck von dem repräsentativen Aussehen des Bauwerkes. Der Eingang zum Wohnturm befand sich genau gegenüber dem Eingang zur Burgkapelle.
Man errichtete auch eine im Hof freistehende Kirche, die mit Sicherheit ebenfalls wie bei einer Residenz eines Kirchenfürsten üblich repräsentativ ausgestattet war. Als Vergleichsbauwerke werden die Klosterkirche in Wimmelburg und die Kirche des Kollegialstiftes auf Schloss Seeburg angeführt.

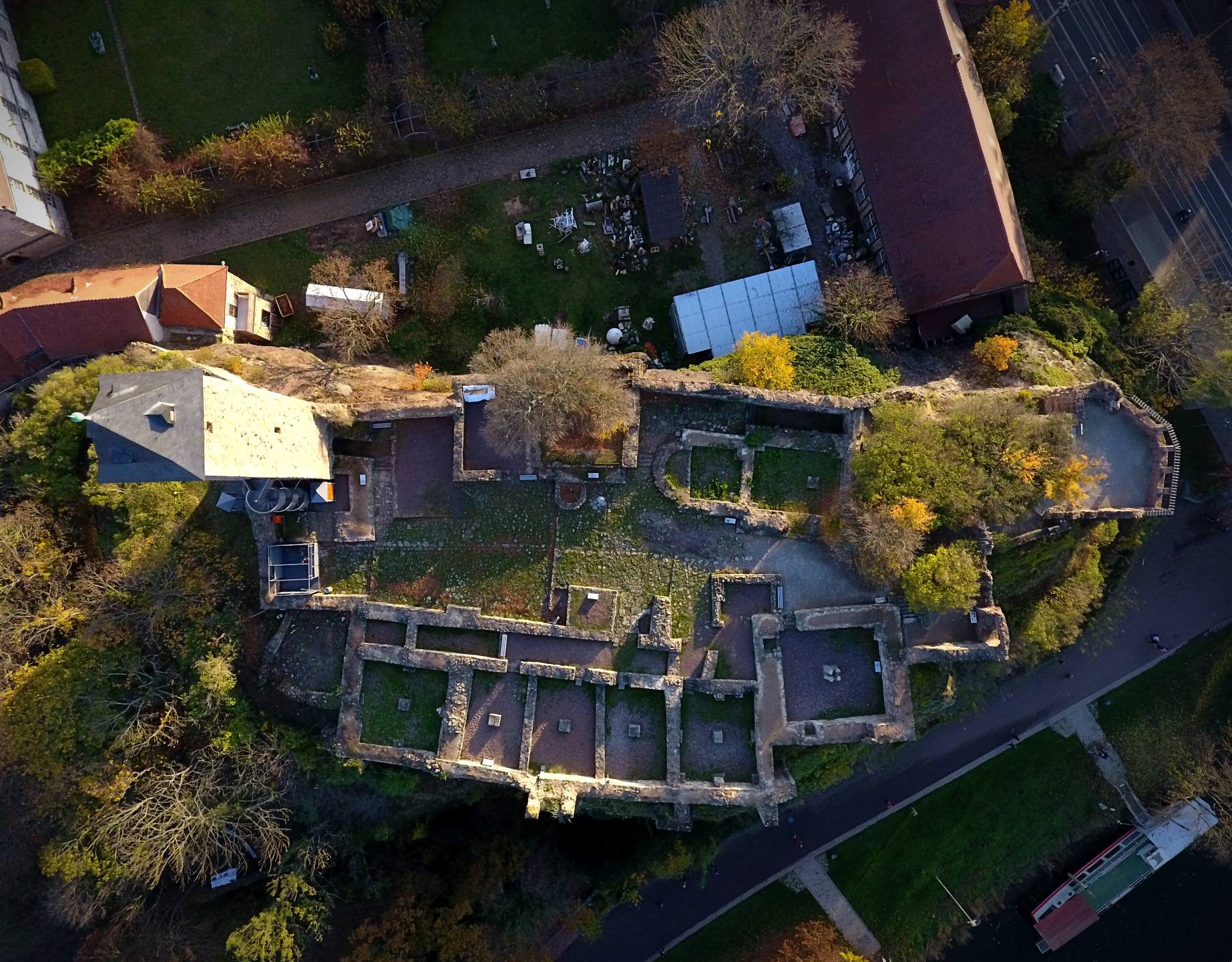
Oberburg, von oben

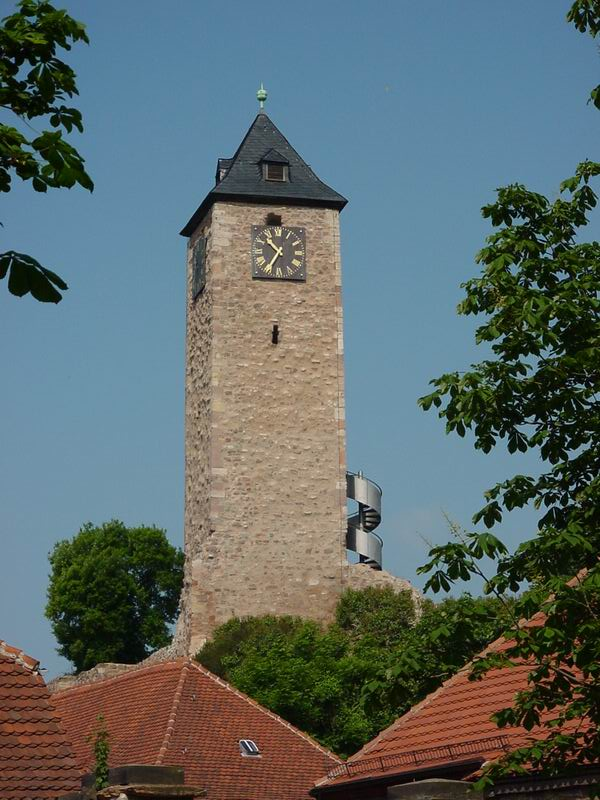
Torturm der Oberburg

Der beeindruckendste Bau der Oberburg war der Palas an der Nordseite mit einem Grundriss von 36 × 11 Metern. Dort gab es eine ungewöhnliche Fülle von Bauschmuck. Die Mauern von fünf Räumen wurden freigelegt, die alle vom Hof aus zugänglich waren. Vor dem Palas lag ein Arkadengang, der auch in den Obergeschossen den Zugang zu den dort befindlichen Räumen ermöglicht haben wird. Das Aussehen dieses Gebäudes wird dem der Palasgebäude der Runneburg und der Wartburg ähnlich gewesen sein.
Westlich von Kapelle und Wohnturm befand sich ein aus mehreren Gebäuden bestehender Baukomplex, über den es keine weiteren Überlieferungen gibt. Grundmauern und zwei Kellerräume von diesen Baulichkeiten haben sich erhalten.
Im Jahr 1215 soll König Friedrich II. die Burg Giebichenstein belagert haben sein. Als Auslöser nehmen die Historiker den staufisch-welfischen Thronstreit zwischen Kaiser Friedrich II. und Otto IV. an. Der damalige Erzbischof Albrecht II. hatte sich auf die Seite der Welfen gestellt. Über den Ausgang der Kämpfe ist nichts bekannt, Otto IV. verlor aber zur damaligen Zeit die letzten Verbündeten und musste seine Ansprüche auf den Thron aufgeben.
Für die Zeit um 1260/1266 sind Instandsetzungsarbeiten unter Erzbischof Ruprecht überliefert. Ein umfassender Ausbau der Burg erfolgte 1361 bis 1368 unter Erzbischof Dietrich. Östlich des Palas erbaute man ein repräsentatives Gebäude, das später einen südlichen Anbau erhielt. Verschiedene Umbauten im gotischen Baustil wie der heutige, auf dem Fundament des romanischen Vorgängers erbaute, gotische Torturm verweisen in diese Zeit. In der späten Nutzungsphase der Oberburg fanden weitere Umbauarbeiten statt, die zu der aus zeitgenössischen Darstellungen bekannten dichten Bebauungssituation führten.
Von 1382 an war die Burg Giebichenstein Hauptresidenz der Erzbischöfe von Magdeburg. Von dort aus führten sie die Auseinandersetzungen mit der Stadt Halle um deren Unabhängigkeit. Seit 1369 stellten die Erzbischöfe dort fast alle Urkunden aus und seit 1402 verstarben alle Erzbischöfe auf der Burg. Schon wenige Jahre nach der Fertigstellung der Unterburg wendete sich das Schicksal der Burg. Erzbischof Ernst von Sachsen, Bruder des durch die Reformation bekannten Friedrich des Weisen, ließ in Halle eine neue Residenz, das Schloss Moritzburg errichten. Nach dessen Fertigstellung 1503 verlor die Burg Giebichenstein ihre Funktion als Residenz und diente bis ins 19. Jahrhundert als Verwaltungssitz des großen Amtes Giebichenstein.
Im Jahr 1514 zogen die Erzbischöfe in das Schloss Moritzburg um. Im 16. Jahrhundert verfiel die Oberburg immer mehr. Reparaturen wurden zum Teil nur noch mit Holz ausgeführt. Ein Merian-Stich von vor 1636 zeigt den Palas als Ruine. Im Dreißigjährigen Krieg besetzten die Schweden die Burg. Während der Besetzung fiel die Oberburg und Teile der Unterburg im Jahr 1637 einem verheerenden Feuer zum Opfer. Seit dieser Zeit wurde die Oberburg nicht mehr genutzt.

## Unterburg

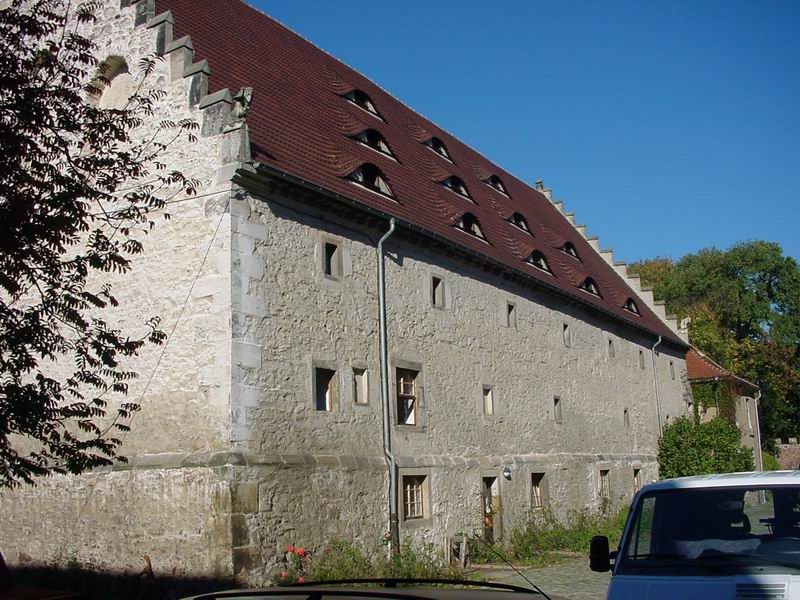
Kornhaus in der Unterburg

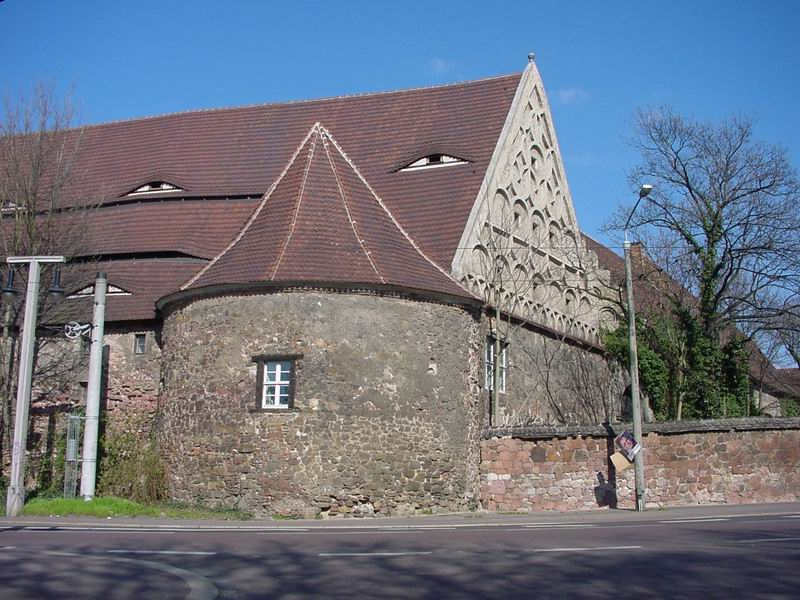
Südöstlicher Flankierungsturm in der Unterburg und Brauhaus

Unter den Erzbischöfen Günther II. und Friedrich III. wurde in den Jahren 1445 bis 1464 die Unterburg errichtet. Günther II. hatte vorher die Burgen Lauchstädt, Liebenau und Schkopau zur Finanzierung des Baus verkauft. Ein Vorgängerbau der Unterburg ist archäologisch nicht nachgewiesen. Es ist aber anzunehmen, dass eine Vorburg oder ein Wirtschaftshof für eine so wichtige Burg existiert hat. Die Ringmauer mit den Flankierungstürmen, der Burggraben und die innere Randhausbebauung entstanden in einem einheitlichen Bauprozess. Nur die östliche Ringmauer blieb, vom Torhaus abgesehen, frei von Gebäuden. In der Regierungszeit von Erzbischof Johannes entstand das frei auf dem Burghof stehende Kornhaus. Bereits um 1500 erhielten die Residenzgebäude eine funktionelle Umwidmung zu Wirtschaftszwecken. Das Brauhaus wurde südlich an den Westbau der Unterburg angebaut, das Mushaus am nördlichen Ende zur Brennerei umgebaut. 1706 wurde an der Ostseite der Unterburg das barocke Herrenhaus errichtet. Der Amtsmann Ochs ließ eine steinerne Brücke bauen, einen Vorgänger der heutigen Giebichensteinbrücke, und gestaltete Burggraben und alte Burg in einen Park um.

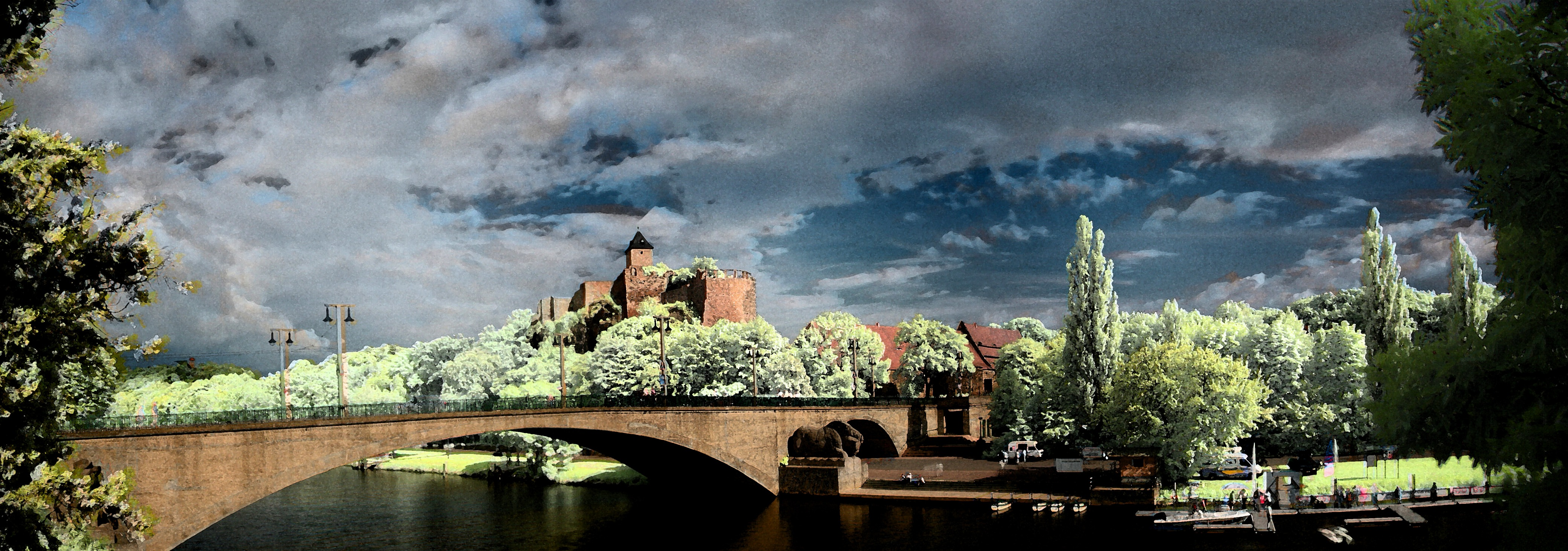
Burgpanorama mit Giebichensteinbrücke (Infrarothybrid-Panorama)

## Restaurierungen, heutige Nutzung

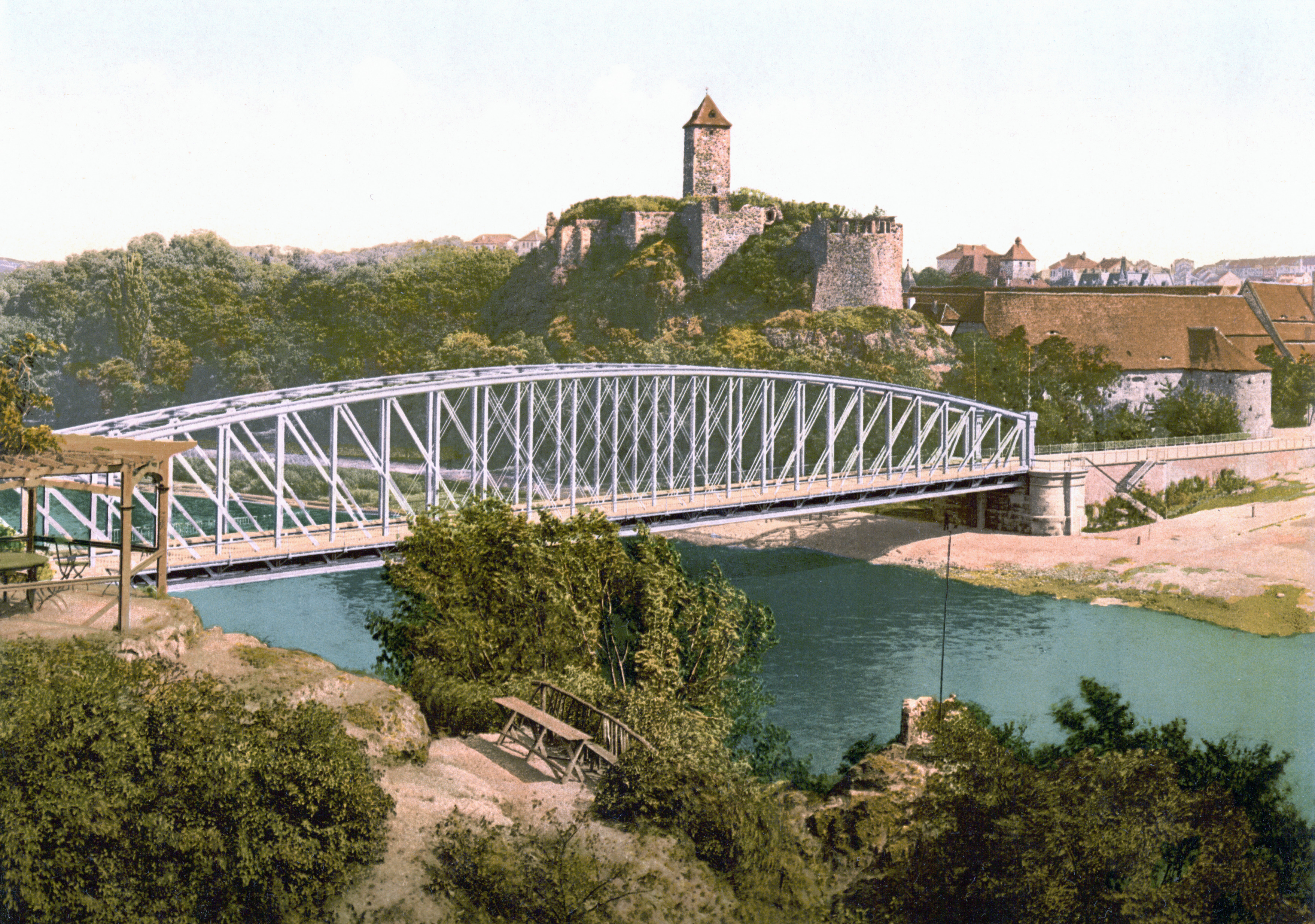
Ansicht um 1900

Seit dem 19. Jahrhundert wurden verschiedentlich Reparaturen, Abrissarbeiten im Sinne der Denkmalpflege und Instandsetzungsarbeiten durchgeführt. Seit 1921 ist die Stadt Halle Eigentümerin der Burg. Sie richtete in der Unterburg eine Kunstgewerbeschule ein. Diese (gegründet 1915) verstand sich als Alternative zum Bauhaus (gegründet 1919) und war zum Teil stärker kunsthandwerklich ausgerichtet. Sie kooperierte aber auch mit der Staatlichen Porzellanmanufaktur Berlin (vor 1918 und später KPM), die in Halle ein Experimentalstudio einrichtete. Direktor Paul Thiersch baute die Burg ab 1915 zur modernen staatlich-städtischen Kunstgewerbeschule im Sinne der Ideen des Deutschen Werkbundes um und stand mit Lehrern wie Charles Crodel, Hans Finsler, Marguerite Friedlaender, Gerhard Marcks, Johannes Niemeyer, Gustav Weidanz und Hans Wittwer mit dem nahen Bauhaus Dessau im Wettbewerb. 1933 wurden 13 Lehrkräfte und Werkstattmeister der Burg Giebichenstein – Werkstätten der Stadt Halle entlassen und die künstlerischen Bereiche geschlossen. Die handwerkliche Ausbildungsstätte wurde jedoch fortgeführt und nach 1945 reorganisiert. Im Jahre 1951 war sie vom sogenannten Formalismusstreit betroffen. Bis 1964 leitete die Schule der ehemalige Bauhäusler Walter Funkat. Sie wurde 1958 als Hochschule für industrielle Formgestaltung Halle anerkannt. Ab 1990 hieß sie Burg Giebichenstein Hochschule für Kunst und Design Halle, seit 2010 Burg Giebichenstein Kunsthochschule Halle. 2015 feierte die Schule ihr 100-jähriges Bestehen.
Aus Anlass der 1000-Jahr-Feier der Stadt Halle im Jahre 1961 führte Hans-Joachim Mrusek umfassende Ausgrabungen auf der Oberburg durch. Sie führten zur vollständigen Freilegung der Grundmauern der Anlage. Nach Beendigung der Grabungen entstanden auf dem Gelände ein Freilichtmuseum und ein beliebter Aussichtspunkt über das Saaletal. Durch das Stadtmuseum Halle werden auf der Oberburg verschiedene kulturelle Veranstaltungen durchgeführt. Seit 2020 findet hier mit dem Trotzburgfest jährlich ein Musikfestival statt.

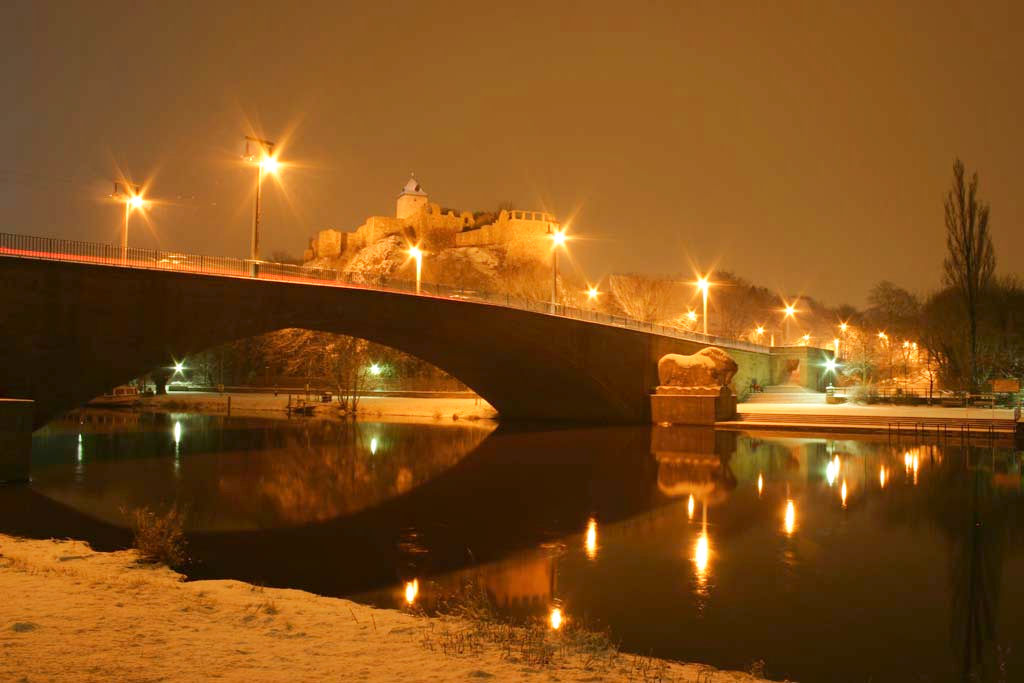
Burg mit heutiger Giebichensteinbrücke bei Nacht

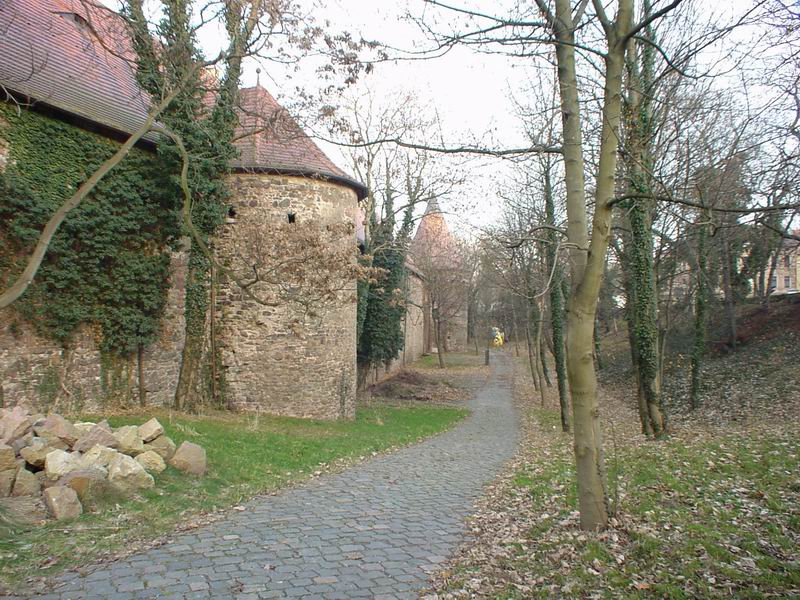
Spätgotische Ringmauer der Unterburg mit Flankierungstürmen und Burggraben

## Ludwig der Springer
Mit der Burg Giebichenstein ist eine Sage verknüpft. Der Landgraf von Thüringen, Ludwig der Springer, verliebte sich in Adelheid, die Gemahlin des Pfalzgrafen Friedrich von Sachsen. Ludwig tötete den Pfalzgrafen bei einer Jagd und heiratete Adelheid. Die Verwandten des Pfalzgrafen verlangten Genugtuung. So setzte Kaiser Heinrich IV. Ludwig auf dem Giebichenstein gefangen.
Der Sage nach befreite sich Ludwig durch einen kühnen Sprung in die Saale aus seiner Gefangenschaft. Später wurde er zwar wieder eingefangen, gelangte letztlich aber doch in Freiheit. Seine Tat sühnte er durch fromme Stiftungen. So gründete er zum Beispiel das Kloster Reinhardsbrunn in Thüringen.
Die Sage vom Sprung in die Saale wurde mit dem im 15. Jahrhundert entstandenen Beinamen der Springer in Verbindung gebracht. Tatsächlich handelt es sich bei der Sage um die Herkunft des Namens „Springer“ um eine Fehlinterpretation des lateinischen Namens Salicus, der bedeutet, dass Ludwig ein Salier war; er wurde in früherer Zeit fälschlich „saliens“ gelesen und mit Springer übersetzt. Ludwig war möglicherweise nie auf dem Giebichenstein festgesetzt.